# Ironman trijatlon

Ironman triatlon je dobio naziv od engleskih reči iron što znači čelik i man što znači čovjek; u slobodnom prevodu „čelični čovjek“ aludira na snagu i izdržljivost koju mora da ima takmičar u ovom sportu. Ironman je ultra-triatlon tj. takmičenje koje se sastoji od 3.800  plivanja, 180 km vožnje bicikla i 42,195 m trčanja.

## Istorija
Prvi ultra-triatlon je nastao kao rezultat rasprave trojice prijatelja (vojnik Džon Danbar, marinac Džon Kolins i trener Gordon Haler) oko toga ko je najspremniji sportista kad se uporede tri pobednika različitih takmičenja koja su se tih godina održavala na Havajima: The Waikiki Rough Water Swim (3.800 m plivanja), Oahu Bicycle Race (180 km vožnje bicikla) i Honolulu Marathon (maraton tj. 42,195 m). Trka koja je kombinovala sva tri izazova je održana 18. februara 1978. godine na ostrvu Oahu, i prvi pobednik je bio upravo Gordon Haler. Kasnije je trka premeštena u Konu. Iako se danas održava veliki broj triatlonskih takmičenja, triatlon u Koni se smatra originalnim 'Ironman' takmičenjem.
Kasnije je osnovana Svetska triatlonska korporacija (WTC) preduzeće koje je postalo vlasnik brenda Ironman. WTC licencira brend Ironman kvalifikacionim takmičenjima širom sveta i organizuje Ironman svetsko prvenstvo u Koni. Ostali triatloni, makar bili iste dužine, ako nisu otkupili Ironman licencu od WTC-a ne mogu da se nazovu Ironman.
Od skoro postoje dve vrste Ironman takmičenja koje licencira WTC:
- Ironman 140.6 je standardni i originalni Ironman od 3.800  plivanja, 180 km bicikla i 42,195  trčanja.
- Ironman 70.3 ili polu-Ironman se sastoji od tačno pola dužine originalnih Ironman distanci: 1.900 m plivanja, 90 km bicikla i 21,098 m trčanja.

Ironman 140.6 Svetsko prvenstvo se i dalje održava u mestu Kona, Havaji, USA, dok se Ironman 70.3 Svetsko prvenstvo održava u mestu Klirvoter, Florida, USA.

## Literatura
- Müller, Mathias; Carlson, Timothy (2010). 17 Hours to Glory: Extraordinary Stories from the Heart of Triathlon. Boulder, CO: Velo Press. ISBN 978-1-934030-43-1.

## Spoljašnje veze
- Ironman.com
- Hermes.org.yu Ironman vesti
- World Triathlon Corporation
- k226.com - Directory of all other non-WTC 'Iron-distance' races
- IronDistance.com - List of all races. Includes race ratings.
- legendsoftriathlon.com - Monthly podcast documenting the history of the sport.
- imtalk.me - Weekly podcast including race coverage.

### Spisak Ironman 140.6 trka
- Ironman Florida Архивирано на веб-сајту  (1. децембар 2003)
- Ironman Western Australia Архивирано на веб-сајту  (7. децембар 2005)
- Ironman New Zealand
- Ironman South Africa
- Ironman Australia
- Ironman Arizona Архивирано на веб-сајту  (2. фебруар 2011)
- Ironman Lanzarote Canarias
- Ironman Japan
- Ironman Brazil
- Ironman France - Nice
- Ironman Coeur d'Alene Архивирано на веб-сајту  (16. август 2011)
- Ironman Switzerland Архивирано на веб-сајту  (19. август 2010)
- Ironman Austria Архивирано на веб-сајту  (23. април 2006)
- Ironman Germany
- Ironman Lake Placid
- Ironman United Kingdom
- Ironman Canada
- Ironman Louisville
- Ironman Korea
- Ironman Wisconsin

### Spisak Ironman 70.3 trka
- Geelong
- California Архивирано на веб-сајту  (12. јул 2007)
- St. Croix
- Florida Архивирано на веб-сајту  (21. јул 2007)
- Baja
- Hawaii Архивирано на веб-сајту  (4. јул 2007)
- Austria
- Switzerland
- Eagleman
- United Kingdom
- Buffalo Springs
- Antwerp
- Lake Stevens
- Vineman
- Newfoundland
- Steelhead Архивирано на веб-сајту  (4. јул 2007)
- Timberman
- Germany
- Brazil
- Monaco
- Singapore
- Cancun Архивирано на веб-сајту  (7. септембар 2019)
- Australia
- Clearwater